# مايك ستيفنسون
مايك ستيفنسون (13 يونيو 1927 في المملكة المتحدة - 19 سبتمبر 1994 في المملكة المتحدة) (بالإنجليزية: Mike Stevenson)‏ هو لاعب كريكت بريطاني. لعب مع نادي مقاطعة ديربيشاير للكريكت ‏ ونادي مارليبون للكريكت ‏ ونادي جامعة كامبريدج للكريكيت ‏.